# Inge II di Norvegia
Inge II di Norvegia (1185 – 23 aprile 1217) è stato re di Norvegia dal 1204 al 1217, appartenente alla dinastia Godwin.

## Biografia
Era figlio di Bård Guttormsson, della dinastia Godwin e uno dei primi sostenitori del re Sverre I di Norvegia, e di Cecilia, figlia di Magnus V di Norvegia.
Dopo la morte di Sverre I nel 1202, di suo figlio Haakon e di suo nipote Guttorm, la fazione Birkebeiner e il trono di Norvegia erano rimasti senza capi e senza eredi.
La fazione Bagler, avversaria di Birkebeiner, stava sfruttando la situazione per lanciare una nuova invasione di Viken sotto il loro re Erling Steinvegg.
Dopo la morte del re bambino Guttorm nell'agosto del 1204, il birkebeiner necessitava di un leader forte per opporsi alla minaccia Bagler.
I capi birkebeiner proposero il conte Haakon il pazzo, che era stato precedentemente nominato reggente per Guttorm. Tuttavia Eiríkr, arcivescovo di Nidaros, e i contadini di Trøndelag insistettero per Inge, che aveva fino ad allora governato Trøndelag sotto il regno di Guttorm.
Venne raggiunto un compromesso: Inge divenne re, mentre il conte Haakon divenne il capo dell'esercito ricevendo la metà del reddito reale.
I successivi quattro anni videro intensi combattimenti tra birkebeiner e Bagler.
Il re Bagler Erling morì nel 1206, ma la Bagler continuò la lotta sotto il loro nuovo re, Filippo Simonsson.
La Bagler controllava la zona di Viken, Tønsberg e Oslo, Inge Trøndelag e Nidaros, mentre Bergen nella Norvegia occidentale cambiò di mano più volte.
Il 22 aprile 1206 i Baglers attaccarono Nidaros durante le celebrazioni di nozze per Sigrid, la sorella di Inge.
Inge fuggì a nuoto nel fiume Nidelva a temperature di congelamento.
L'anno successivo il birkebeiner lanciò un attacco alla fortezza Bagler di Tønsberg e la guerra si trascinò con nessuna delle due parti in grado di ottenere una vittoria decisiva.
Nell'autunno del 1207 Tore, arcivescovo di Nidaros, e Nikolas, vescovo di Oslo, iniziarono i negoziati per una soluzione della controversia tra i due partiti.
Riuscirono a fare incontrare re Inge, Filippo e Haakon (fratello di Inge) a Kvitsøy nell'autunno del 1208. Venne siglato un patto in base al quale Filippo rinunciava al titolo di sovrano rimanendo sotto il suo controllo la Norvegia orientale con il titolo di conte. Haakon, fratello di Inge, ebbe invece il controllo di Kvitsøy. Per sigillare il trattato, la figlia di Filippo sposò il re e il cugino del re Kristina Sverresdotter, figlia di Sverre I.
Filippo non rispettò il trattato, continuando a usare il titolo di re e mantenendo il sigillo reale.
Il rapporto tra Inge e suo fratello Haakon a volte fu teso. Quando divenne chiaro che Filippo continuava a considerarsi re, Haakon tentò di farsi re anche lui. Inge allora stabilì un accordo con il fratello in base al quale il fratello che fosse sopravvissuto avrebbe acquisito i territori dell'altro. A succedere sarebbe stato il primo figlio legittimo.
Haakon ebbe un figlio legittimo mentre Inge aveva solo un figlio naturale, Guttorm (nato nel 1206), nato da una concubina chiamata Gyrid.
Un conflitto aperto tra i due fratelli non scoppiò mai. Haakon morì per cause naturali a Bergen, subito dopo Natale del 1214. Inge assunse così la sua parte di regno.
Nel 1217 Inge si ammalò a Nidaros. Durante la sua malattia, nominò il suo giovane fratellastro, Skule Bårdsson, Conte e capo dell'esercito. Il 23 aprile 1217 Inge morì. Fu sepolto nella cattedrale di Trondheim.
Gli successe come re Haakon Haakonsson, un nipote illegittimo del re Sverre.

## Ascendenza
|                       |                       |                        | Genitori |  |  | Nonni |  |  | Bisnonni      |  |  | Trisnonni          |  |
|                       |                       |                        |          |  |  |       |  |  | Åsolv di Rein |  |  | Skule Kongsfrostre |  |
|                       |                       |                        |          |  |  |       |  |  | Åsolv di Rein |  |  | Skule Kongsfrostre |  |
|                       |                       | Gudrun Nevsteinsdotter |          |  |  |       |  |  | Åsolv di Rein |  |  |                    |  |
| Guttorm di Rein       |                       |                        |          |  |  |       |  |  | Åsolv di Rein |  |  |                    |  |
|                       |                       | Tora Skoptesdotter     |          |  |  |       |  |  |               |  |  |                    |  |
|                       |                       |                        |          |  |  |       |  |  |               |  |  |                    |  |
|                       |                       | …                      |          |  |  |       |  |  |               |  |  |                    |  |
| Bård Guttormsson      |                       |                        |          |  |  |       |  |  |               |  |  |                    |  |
|                       |                       |                        | …        |  |  |       |  |  |               |  |  |                    |  |
|                       |                       |                        |          |  |  |       |  |  |               |  |  |                    |  |
|                       |                       | …                      |          |  |  |       |  |  |               |  |  |                    |  |
| Sigrid Thorkelsdotter |                       |                        |          |  |  |       |  |  |               |  |  |                    |  |
|                       |                       | …                      | …        |  |  |       |  |  |               |  |  |                    |  |
|                       |                       | …                      | …        |  |  |       |  |  |               |  |  |                    |  |
|                       |                       | …                      | …        |  |  |       |  |  |               |  |  |                    |  |
| Inge II di Norvegia   |                       | …                      |          |  |  |       |  |  |               |  |  |                    |  |
|                       | Harald IV di Norvegia | Magnus III di Norvegia |          |  |  |       |  |  |               |  |  |                    |  |
|                       | Harald IV di Norvegia | Magnus III di Norvegia |          |  |  |       |  |  |               |  |  |                    |  |
|                       | Harald IV di Norvegia | …                      |          |  |  |       |  |  |               |  |  |                    |  |
| Sigurd II di Norvegia | Harald IV di Norvegia |                        |          |  |  |       |  |  |               |  |  |                    |  |
|                       |                       | Thora Guttermsdotter   | …        |  |  |       |  |  |               |  |  |                    |  |
|                       |                       | Thora Guttermsdotter   | …        |  |  |       |  |  |               |  |  |                    |  |
|                       |                       | Thora Guttermsdotter   | …        |  |  |       |  |  |               |  |  |                    |  |
| Cecilia Sigurdsdotter |                       | Thora Guttermsdotter   |          |  |  |       |  |  |               |  |  |                    |  |
|                       |                       | …                      | …        |  |  |       |  |  |               |  |  |                    |  |
|                       |                       | …                      | …        |  |  |       |  |  |               |  |  |                    |  |
|                       |                       | …                      | …        |  |  |       |  |  |               |  |  |                    |  |
| …                     |                       | …                      |          |  |  |       |  |  |               |  |  |                    |  |
|                       |                       | …                      | …        |  |  |       |  |  |               |  |  |                    |  |
|                       |                       | …                      | …        |  |  |       |  |  |               |  |  |                    |  |
|                       |                       | …                      | …        |  |  |       |  |  |               |  |  |                    |  |
|                       |                       | …                      |          |  |  |       |  |  |               |  |  |                    |  |